# Pascual Orozco
Pascual Orozco Vázquez  (Chihuahua, 28 de janeiro de 1882 – El Paso, 30 de agosto de 1915) foi um líder revolucionário mexicano que, após o triunfo da Revolução Mexicana, se rebelou contra Francisco I. Madero e reconheceu o golpe de Estado liderado por Victoriano Huerta e o governo que dele resultou.

## Juventude
Nasceu numa família de classe média na hacienda de Santa Inés, próximo de San Isidro, Guerrero, no estado de Chihuahua. Trabalhou como almocreve e lojista antes de enriquecer com o investimento que fez numa mina de ouro.
Seu pai era Pascual Orozco. Sua mãe era Amada Orozco y Vázquez(1852 - 1948). A família Vázquez era uma família de imigrantes bascos de segunda geração. Casou com Refugio Frías, e dedicou a sua juventude ao transporte de metais preciosos entre as mineradoras do estado, o que lhe permitiu comprar a sua própria mina de ouro.
Foi tio de Maximiano Márquez Orozco, que participou na Revolução Mexicana como coronel do exército villista. Nos primeiros anos do século XX foi atraído pelas ideias dos irmãos Flores Magón e, em 1909, começou a importar armamento dos Estados Unidos face ao início iminente da Revolução Mexicana.

## Ideias políticas

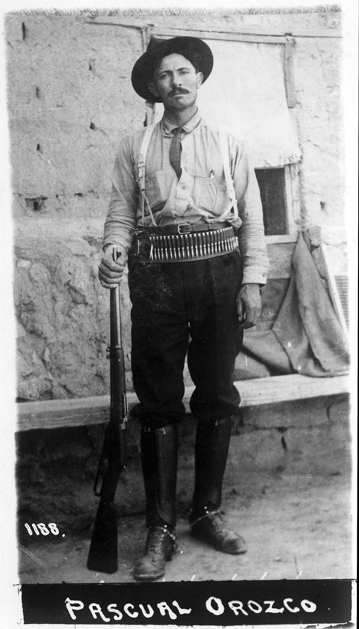
Pascual Orozco por volta de 1913.

Era opositor da ditadura de Porfirio Díaz, e teve o seu primeiro problema com a lei quando foi apanhado com literatura anti-Díaz em 1906. Em maio de 1909 Orozco e José Inés Salazar compraram armas nos Estados Unidos e levaram-nas para o México em nome dos irmãos Flores Magón.
Quando Madero apelou à rebelião contra Díaz em 1910, Orozco foi um apoiante entusiástico e, em 31 de outubro desse ano, foi nomeado comandante das forças revolucionárias no município de Guerrero. Liderou as suas tropas numa série de vitórias sobre tropas leais a Díaz, e por volta do final do ano a maior parte do estado estava nas mãos dos revolucionários. Por esta altura Orozco era um herói em Chihuahua, com 30 000 pessoas enchendo as ruas para o seu regresso. Madero promoveu-o a coronel, e no início de 1911 a brigadeiro; surpreendentemente, estas promoções foram conseguidas sem qualquer tipo de conhecimento ou treino militares. Em 10 de maio desse ano, Orozco e o seu subordinado general Pancho Villa tomaram Ciudad Juárez, que Madero escolheu como capital para o seu novo governo provisório.

## Durante o governo de Madero
Em 31 de outubro de 1910 foi nomeado jefe revolucionarioa (chefe revolucionário) do Clube Antirreeleição Benito Juárez no município de Guerrero. Uma semana depois, após o início da guerra, obteve a sua primeira vitória, contra o general Juan Navarro. Após emboscar tropas federais em Cañón del Mal Paso em 2 de janeiro de 1911, ordenou que os soldados mortos fossem despidos e os seus uniformes enviados ao presidente Díaz com uma nota em que estava escrito: "Ahí te van las hojas, mándame más tamales". ("Aqui vão as folhas, manda-me mais tamais.") A sua atitude belicosa permitiu-lhe ascender rapidamente na hierarquia das tropas de maderist. Acabaria por ser feito general, tendo Francisco Villa entre os seus subordinados.

## Desavença com Madero
Após a tomada de Ciudad Juárez, Madero nomeou o seu primeiro governo provisório, com Venustiano Carranza, um abastado proprietário como Madero, no Ministério da Guerra, uma posição cobiçada por Orozco. Venustiano Carranza tornar-se-ia mais tarde presidente do México. Depois de Orozco e Villa terem irrompido por uma reunião do governo sombra de Madero após a primeira Batalha de Ciudad Juárez, eles começaram a mostrar sinais de rebeldia para com a hierarquia maderista.
Orozco tornou-se ressentido para com Madero por este não o haver nomeado para o seu governo ou governador de um estado. Estava particularmente zangado com a falha de Madero em criar uma série de políticas sociais que havia prometido no início da revolução. Orozco achava que Madero era muito parecido com Porfirio Díaz, o qual ajudara a depor. Orozco foi nomeado comandante da polícia rural federal (os Rurales) em Chihuahua, e candidato do Club Independiente Chihuahuense, uma organização que opunha a Madero. Após vários avisos da hierarquia revolucionária, foi forçado a desistir da sua candidatura em 15 de julho. Subsequentemente, recusou as ordens de Madero para combater as tropas de Emiliano Zapata no sul, apresentando a sua demissão, a qual não foi aceite por Madero; Madero ofereceu-lhe então a governação do estado de Chihuahua, o que Orozco recusou, levando Madero a aceitar finalmente a sua demissão do governo federal.

## Revolta contra Madero

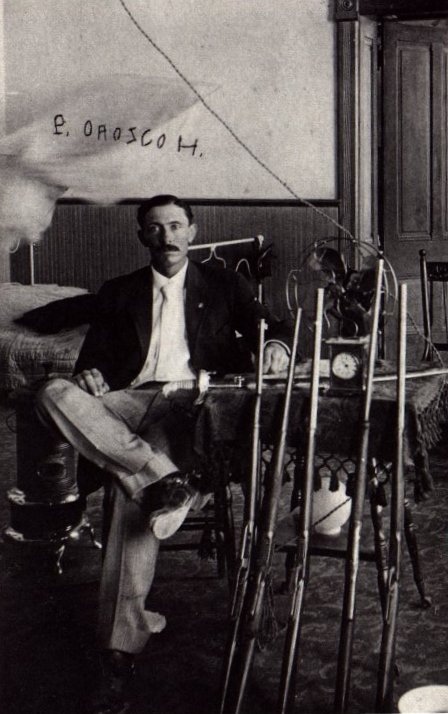
Pascual Orozco.

Em 9 de março de 1912 Orozco declarou formalmente a rebelião contra o governo de Madero e em 25 de março proclamou o seu plano de la Empacadora. As forças de Orozco, conhecidas como orozquistas ou colorados, derrotaram o exército de Madero em vários confrontos. Dando-se conta do perigo que Orozco representava para o seu regime, Madero chamou o general reformado Victoriano Huerta para deter a rebelião de Orozco, o que Huerta conseguiu em agosto, após as vitórias federais nas batalhas de Conejos, Rellano e Bachimba tomando finalmente Ciudad Juárez, parcialmente porque Orozco não conseguiu obter os mantimentos necessários para o derrotar. Após ter sido ferido em Ojinaga, Orozco refugiou-se no Estados Unidos.
Depois de ter passado alguns meses em Los Angeles, com a sua prima-direita, Teodora Vazquez  Molinar' Gonzalez (1879 - 1956) e marido, Carlos Diaz-Ferrales Gonzalez (1878 - 1953) conseguiu regressar a Chihuahua, bastante doente, afetado por ataques periódicos de reumatismo.
Depois de Huerta se instalar como presidente do México, Orozco concordou em apoiá-lo se Huerta concordasse em fazer algumas reformas (como pagamento dos trabalhadores das haciendas em dinheiro em vez de bens nas tiendas de raya). Huerta concordou, e enviou Orozco, como Comandante Geral de todas as forças federais, na liderança de ataques aos revolucionários de Pancho Villa. Orozco derrota os Constitucionalistas em Ciudad Camargo, Mapula, Santa Rosalia, Zacatecas, e Torreón antes de Huerta ser deposto, mas é obrigado a retirar para Ojinaga, que é tomada pelas tropas villistas, fugindo novamente para os Estados Unidos, donde regressa ao México pouco tempo depois, sendo promovido por Huerta a general de divisão.
Após a queda de Huerta, Orozco anuncia a sua recusa em reconhecer o governo do novo presidente, Francisco S. Carvajal que pensava ser semelhante a Madero. Lidera uma breve rebelião por ele financiada no estado de Guanajuato, mas após vários enfrentamentos bem-sucedidos contra as tropas Constitucionalistas é forçado a retirar devido à falta de de homens suficientes para manter as posições ganhas. Exila-se novamente nos Estados Unidos.

## Prisão domiciliária nos Estados Unidos

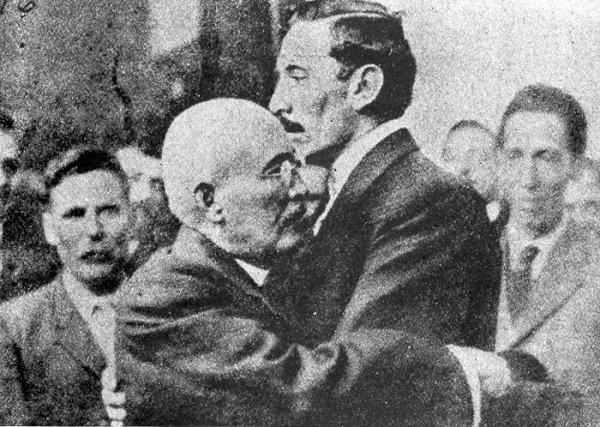
Victoriano Huerta (esq.) e Pascual Orozco (dir.).

Nos Estados Unidos encontra-se com Huerta em Nova Iorque para fazer planos para retomar o México. Em 27 de junho de 1915 são ambos detidos em Newman (Novo México), e acusados de conspiração para violar as leis de neutralidade dos Estados Unidos. É colocado sob prisão domiciliária em El Paso, Texas, mas consegue escapar. No seu caminho para o México é morto em 30 de agosto de 1915. O relatório oficial dos Estados Unidos diz que Orozco e os seus homens haviam entrado no rancho de Dick Love e coagido o cozinheiro a preparar-lhe uma refeição e a atender os seus cavalos, enquanto Orozco e os seus homens se preparavam para roubar o gado de de Love. Quando o proprietário chegou, escaparam usando os cavalos do rancheiro. Estes factos são frequentemente disputados pois em outros relatos crê-se que os cavalos pertenciam a Orozco e que Love teria armado uma cilada a Orozco em busca de vingança por uma disputa anterior. Love usou as suas acusações para persuadir 26 membros do 13º Regimento de Cavalaria dos Estados Unidos, 8 delegados locais e 13 Rangers do Texas para perseguirem os misteriosos ladrões de cavalos de quem propositadamente omitira o nome para assegurar a sua participação. O grupo em perseguição de Orozco e seus homens alcançaram-nos na montanha Van Horn, 15 km a sul de Lobo (Texas). Ocorreu um tiroteio e Orozco foi morto, bem como todos os seus homens. Uma versão mexicana afirma que Orozco foi assassinado tentando defender-se contra o roubo dos seus próprios cavalos por Love e os seus homens. Em 7 de outubro foi iniciada uma audiência local contra os mais de 40 americanos envolvidos, mas o tribunal declarou as todos os envolvidos inocentes de todas as acusações.
Em 3 de setembro de 1915 os restos mortais de Orozco foram sepultados em El Paso, por decisão da sua esposa, vestido com uniforme completo de general mexicano, com a bandeira mexicana cobrindo o caixão, em frente de 3 000 seguidores e admiradores. Em 1923, os seus restos mortais foram enviados para o seu estado natal de Chihuahua.